# Sestre (2001.)
"Sestre" (rus. "Сёстры") - ruski film iz 2001. o dvjema polusestrama, različite po dobi i karakteru, koje se ne trpe, no koje se, nakon niza teškoća, zbližavaju.
Film je bio jedini redateljski uradak Bodrova ml., te je dobio veliku nagradu Kinotavr za najbolji debi i diplomu festivalskog žirija za glumački duet.

## Radnja
Albert Murtazajev, lopov i kriminalac, izlazi iz zatvora. Na slobodi ga čekaju žena, kćer Dinara i pokćerka Sveta. Djevojke su različite dobi (8 i 13 godina) i različitih karaktera, te nikako ne mogu pronaći zajednički jezik.
Umjesto srdačne dobrodošlice bivših suradnika, Murtazajeva dočeka optužba. Nakon uhićenja su mu oduzeli zaradu koju sad mora nadoknaditi. Prijete mu da će oteti Dinu ako ne vrati novac. Murtazajev se ne osjeća obveznim vratiti novac, ali iz sigurnosnih razloga sakrije djecu u tuđem stanu.
Skrovište se ne pokaže sigurnim, te sestre, upozorivši roditelje, bježe iz stana u koji su noću upali progonitelji. Otputovavši vlakom izvan grada, djevojčice se nađu zabiti bez krova nad glavom. Majčini rođaci ih odbiju primiti, bojeći se kriminalaca. Djevojke su primorane otići i živjeti u tuđim domovima sve dok ne dođu na miliciju. Milicajac, doznavši o pokušaju otmice, sakrije djevojčice kod svojeg poznanika. Kriminalci pronađu milicajca i ubiju ga, te opet nalaze trag djevojčica. S druge strane, pronalazi ih Murtazajev istovremeno s progoniteljima, te u pucnjavi kriminalci poginu, a djevojčice se spase.
Obitelj Murtazajeva odlazi živjeti u Austriju. Djevojčice, koje su se u međuvremenu zbližile, teško se rastaju jedna od druge.

## Uloge
- Oksana Akinjšina - Sveta
- Jekaterina Gorina - Dina
- Roman Agejev - Dinin otac
- Tatjana Kolganova - majka djevojčica
- Kirill Pirogov - kriminalac koji slijedi djevojčice
- Tatjana Tkač - baka
- Dmitrij Orlov - milicajac Palič
- Andrej Krasko - ujak Miša
- Aleksandr Baširov - alkoholičar Sejfullin
- Sergej Bodrov ml. - čovjek iz streljane
- Roman Zencov - kriminalac iz streljane
- Vladimir Amerov - vlasnik streljane
- Sergej Ivanov - dječak
- Roman Žilkin - kriminalac koji slijedi djevojčice

## Scenarij
Sergej Bodrov ml. je dobio ideju za film nakon priče o dvjema kazahskim djevojčicama koju mu je ispričao otac. Sjetivši se priče kasnije, Bodrov je za dva tjedna napisao scenarij za film. Bez obzira na to što je radio sam, kao suautori su navedeni Sergej Bodrov st. i Guljšad Omarova.

## Izbor glumaca
Vijest o izboru glavnih glumica izazvala je veliko zanimanje. Bodrov je osobno izabrao glumice: u Lenfilmu je morao ispitivati oko 300 kandidatkinja na dan. Trudeći se izabrati pravu glumicu, Bodrov im je često postavljao nestandardna pitanja ("Da li su te ikad izdali?"). Proces izbora glumica je bio dodatno otežan time što je Bodrov tražio nezavisnu glumicu, no mnoge od djevojčica su se trudile svidjeti redatelju ili ga samo zamoliti za autogram
Glumice koje su konačno izabrane za film sasvim su se slučajno našle na probama. Katja Gorina, koja je živjela nedaleko od studija, došla je na nagovor svoje bake, bez posebne želje da bude izabrana i odjevena u staru vestu, čime se jako razlikovala od ostalih kandidatkinja. Predstavivši se kao "Rita", Katja je ispričala da živi izvan grada, ima 15 pasa, iako je u stvarnosti živjela u općinskom stanu i samo maštala o psu. Katjina spontanost je jako svidjela Bodrovu, no kasnije se ispostavilo da je ostavila lažne podatke, te je morao uložiti veliki napor da je pronađe

## Glazbeni zapis filma
1. Pulja - Agata Kristi
2. Ein Zwei Drei Waltz - Agata Kristi
3. HaliGaliKrišna - Agata Kristi
4. Dvornik - Agata Kristi
5. Strannoje roždestvo - Agata Kristi
6. Ja budu tam - Agata Kristi
7. Sjostry (osnovna tema) - Agata Kristi
8. Kukuška - Kino
9. Spokojnaja noč - Kino
10. Sledi za soboj - Kino
11. V naših glazah - Kino
12. Stuk - Kino
13. Vojna - Kino
14. Tanja - Kradenoje solnce
15. Polkovnik - Bi-2
16. Kak upoiteljny v Rossii večera - Belyj orjol